# Comité de coordination des sportifs sourds de France
Le Comité de coordination des sportifs sourds de France (CCSSF) est un des comités de la Fédération française handisport représentant les athlètes sourds français auprès du Comité international des sports des Sourds (CISS). Il fut officiellement reconnu par le CISS en 2011 et par l'EDSO en 2012.

## Présentation
Leur mission est :
- Procéder aux inscriptions sportives des Equipes de France engagées dans les compétitions internationales officielles, sur la base des sélections de la Direction Technique Nationale
- Gérer les relations internationales avec le Comité international des sports des Sourds et l'Organisation européenne des sports des sourds.
- Effectuer les inscriptions sportives des Équipes de France engagées dans les compétitions sous l’autorité du CISS.
- Gérer les relations avec les dirigeants des clubs ayant des licenciés sourds.
- Préconiser des plans d’actions pour développer la pratique sportive des sourds ou malentendants.

## Histoire

### Président
2011 - 2013 : Jean-François LABES
2013 - 2017 : Rémi BAYER
2017  -2020 : Didier PRESSARD
2020-2024 : Olivier CORDIER 

## Equipe de CCSSF
2017-2020 : Didier PRESSARD, Patrick FOURASTIE, Arnaud REPELLIN, Laurent MIKAEL
2020-2024 : Olivier CORDIER, Didier PRESSARD, Arnaud REPELLIN, Ines MOUDNEB, Olivier CORJON